# Стопа (література)
Стопа́ — найкоротший відрізок певного віршового метра, сконцентрованого у групі складів з відносно незмінним наголосом (ритмічним акцентом). Стопа сприймається як одиниця вимірювання та визначення віршового ритму.
В українській силабо-тоніці, на відміну від античноїверсифікації, де за основу стопи, пойменованої подієм, бралося поєднання довгих (арсис) та коротких (тезис) складів, вона спирається на природне мовне чергування наголошених та ненаголошених складів, які зумовлюють специфіку віршового розміру.
Залежно від кількості складів стопа буває двоскладова (ямб, хорей, пірихій, спондей), трискладова (дактиль, анапест, амфібрахій, бакхій, молос), подеколи — чотирискладова пеан.
За порядком розміщення наголосу стопа називається високою, якщо всі склади наголошені (спондей, молос), висхідною, коли закінчується наголошеним складом (ямб, анапест, бакхій), і спадною — у протилежному випадку (хорей, дактиль, антибакхій). Розрізняються також закриті стопи, які мають наголоси на початкових та прикінцевих складах (амфімакр), та перехідні, де крайні склади ненаголошені (амфібрахій). Оскільки пірихій позбавлений наголосів, його вважають низькою стопою.
Подеколи стопа за умови її поєднання з іншою набуває вигляду диподії. Тонічна версифікація, в якій віршовий ритм будується за підрахунком основних наголосів у рядку, лишаючи довільну кількість ненаголошених складів між ними, базується на відмінних принципах від силабо-тоніки, неможливої поза стопою.